# (6149) Pelčák
(6149) Pelčák est un astéroïde de la ceinture principale.

## Description
(6149) Pelčák est un astéroïde de la ceinture principale. Il fut découvert le 25 septembre 1979 à l'Observatoire Kleť par Antonín Mrkos. Il présente une orbite caractérisée par un demi-grand axe de 2,39 UA, une excentricité de 0,17 et une inclinaison de 6,4° par rapport à l'écliptique.

## Compléments